# Edificio de Correos (Valencia)

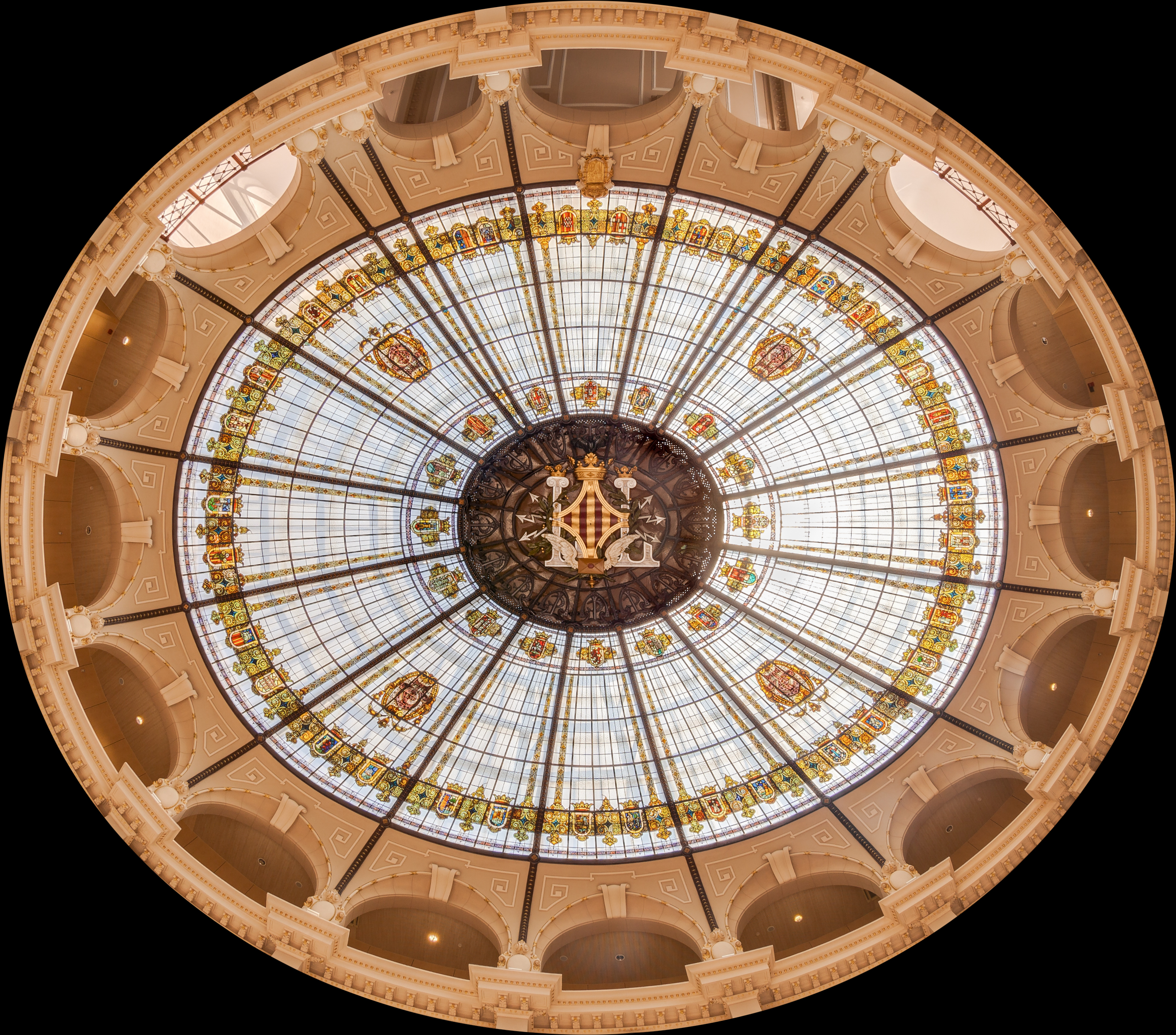
Vista de la cúpula.

El Edificio de Correos o Palacio de correos y telégrafos de Valencia es un edificio situado en la plaza del Ayuntamiento. Fue construido entre 1915 y 1922 e inaugurado en 1923, donde se encontraba en parte el antiguo barrio de pescadores, quedando como testigo cercano la calle las Barcas. Fue subvencionado por el gobierno de Maura para la modernización de los servicios postales en España.

## Descripción

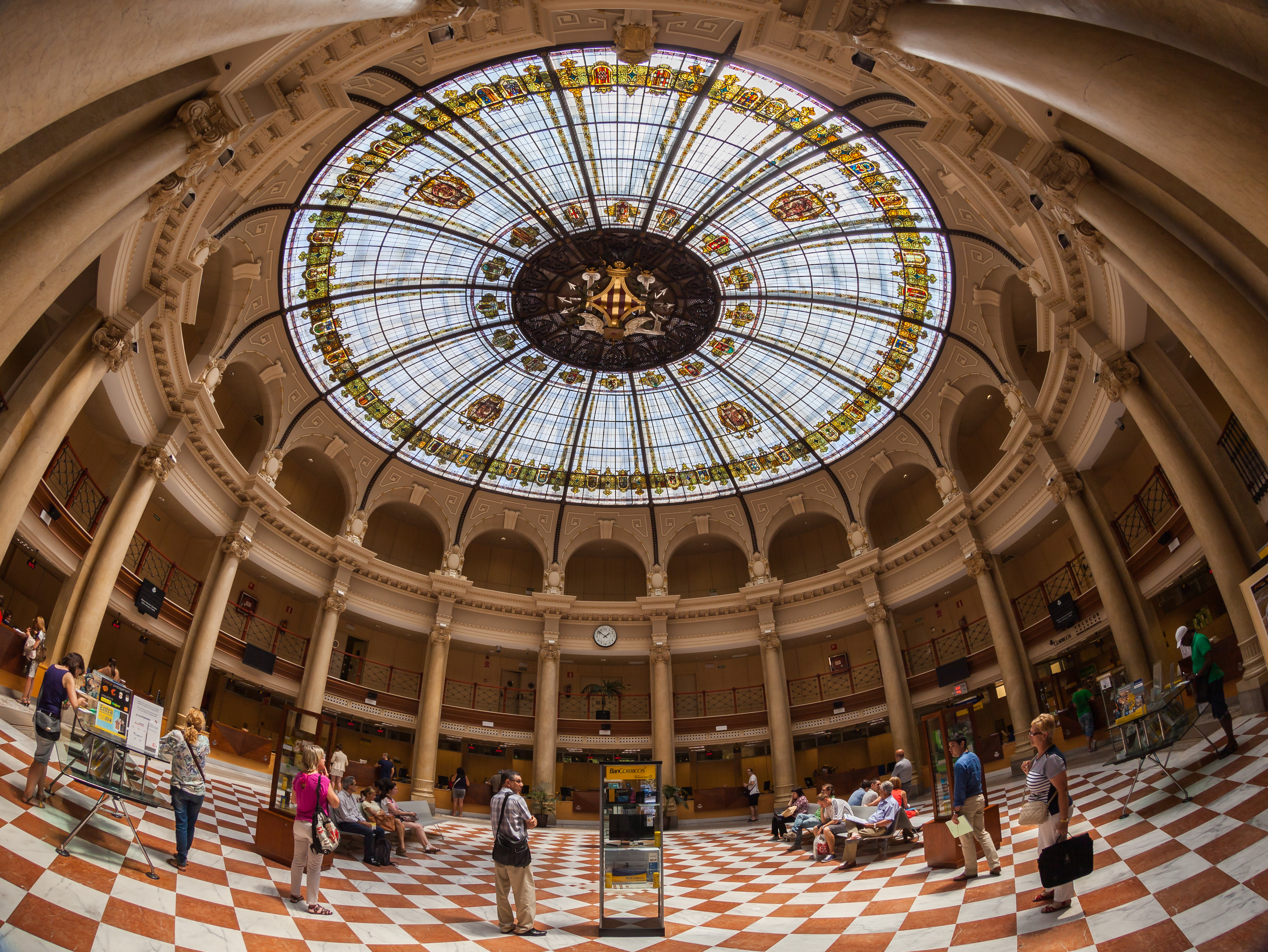

Obra del arquitecto zaragozano Miguel Ángel Navarro, es de estilo ecléctico dominante en la arquitectura oficial, con algunos elementos de modernismo valenciano. 
Como la gran mayoría de los edificios de Correos de la época, la monumentalidad de la construcción es un símbolo del progreso que significaron las comunicaciones postales y telegráficas en las primeras décadas del siglo XX. 
Aunque la fachada principal aparenta simetría, es una construcción de planta irregular. Destaca el acceso y las dobles columnas jónicas y el arco de medio punto con figuras alegóricas en la planta baja. Las esculturas del tímpano del arco de la fachada principal representan los cinco continentes y las de los coronamientos que flanquean el reloj muestran tríos de ángeles trayendo cartas y símbolos telegráficos, junto con un barco y una locomotora de tren, conjunto que hace una alegoría de las comunicaciones por tierra y mar. 
Para coronar el edificio existe una torre metálica; hay una escalera de caracol para acceder a un mirador. En el interior, una sala oval reproduce el mismo estilo de la fachada con columnas de estilo jónico. El centro está coronado por una cristalera artística diseñada por los hermanos Mauméjean, formada por 370 paneles que contienen los escudos de las 48 provincias de España, y, en el centro, fabricado en latón, está el escudo de la ciudad de Valencia simbolizando la empresa Correos y Telégrafos.
El edificio monumental llega a nuestros días como parte importante del patrimonio arquitectónico y cultural de la ciudad.